# Sofivka (Mikoláivka)
Sofiivka  (ucraniano: Софіївка) es un pueblo del Raión de Berezivka en el Óblast de Odesa de Ucrania. Según el censo de 2001, tiene una población de 263 habitantes.